# رون هولمز
رون هولمز (بالإنجليزية: Ron Holmes)‏ هو لاعب كرة قدم أمريكية أمريكي، ولد في 26 أغسطس 1963 في Fort Benning ‏ في الولايات المتحدة، وتوفي في 27 أكتوبر 2011 في دوبونت في الولايات المتحدة.

## وصلات خارجية
- رون هولمز على موقع مرجع كرة القدم المحترفة.كوم (الإنجليزية)